# Sviny (ort i Tjeckien, Vysočina)
Sviny är en ort i Tjeckien.   Den ligger i regionen Vysočina, i den centrala delen av landet, 140 km sydost om huvudstaden Prag. Sviny ligger 588 meter över havet och antalet invånare är 111.
Terrängen runt Sviny är huvudsakligen platt. Sviny ligger uppe på en höjd. Runt Sviny är det ganska glesbefolkat, med 43 invånare per kvadratkilometer. Närmaste större samhälle är Velké Meziříčí, 5,4 km väster om Sviny. Trakten runt Sviny består till största delen av jordbruksmark.